# NGC 1725
NGC 1725 là một thiên hà dạng thấu kính trong chòm sao Ba Giang. Thiên hà được liệt kê trong Danh lục tổng quát mới.